# Liste der Naturdenkmäler in Solingen-Burg
Die Liste der Naturdenkmäler in Solingen-Burg enthält die Naturdenkmäler des Ortsteiles. Naturdenkmäler sind durch die Ordnungsbehördliche Verordnung zum Schutz von Naturdenkmälern für das Gebiet der Stadt Solingen vom 21.09.2007 geschützt.
Diese Liste ist Teil der Liste der Naturdenkmäler in Solingen.

## Liste der Naturdenkmäler
| Nr. | Baumart      | Adresse                | Flur | Flurstück | Umfang in 1 m Bodenhöhe | Bild | weitere Informationen                                   |
| --- | ------------ | ---------------------- | ---- | --------- | ----------------------- | ---- | ------------------------------------------------------- |
| 49  | Winterlinde  | Schloßplatz 2 ⊙        | 13   | 251       | 1,80                    |      |                                                         |
| 50  | Rosskastanie | Schloßplatz 1, 3 ⊙     | 14   | 60        | 2,70                    |      |                                                         |
| 51  | Winterlinde  | Steinweg ⊙             | 13   | 113, 226  | keine Angabe            |      | Die Kaiserlinde ist eine ungefähr 250 Jahre alte Linde. |
| 52  | Winterlinde  | Schloßplatz ⊙          | 13   | 129       | 3,55                    |      |                                                         |
| 53  | Winterlinde  | Schloßplatz ⊙          | 14   | 60        | 2,60                    |      |                                                         |
| 54  | Winterlinde  | Schloßbergstraße 1 ⊙   | 13   | 273       | 4,40                    |      |                                                         |
| 55  | Blutbuche    | Müngstener Straße 27 ⊙ | 7    | 24        | 4,60                    |      |                                                         |